# Jodis irregularis
Jodis irregularis là một loài bướm đêm trong họ Geometridae.